# Serpente regolo
Il regolo è un animale fantastico della tradizione toscana, umbra, abruzzese, laziale e delle Marche. Si tratterebbe di un grosso serpente, dalla testa grande «come quella di un bambino», che vive per le macchie, i campi e gli orridi dei monti.

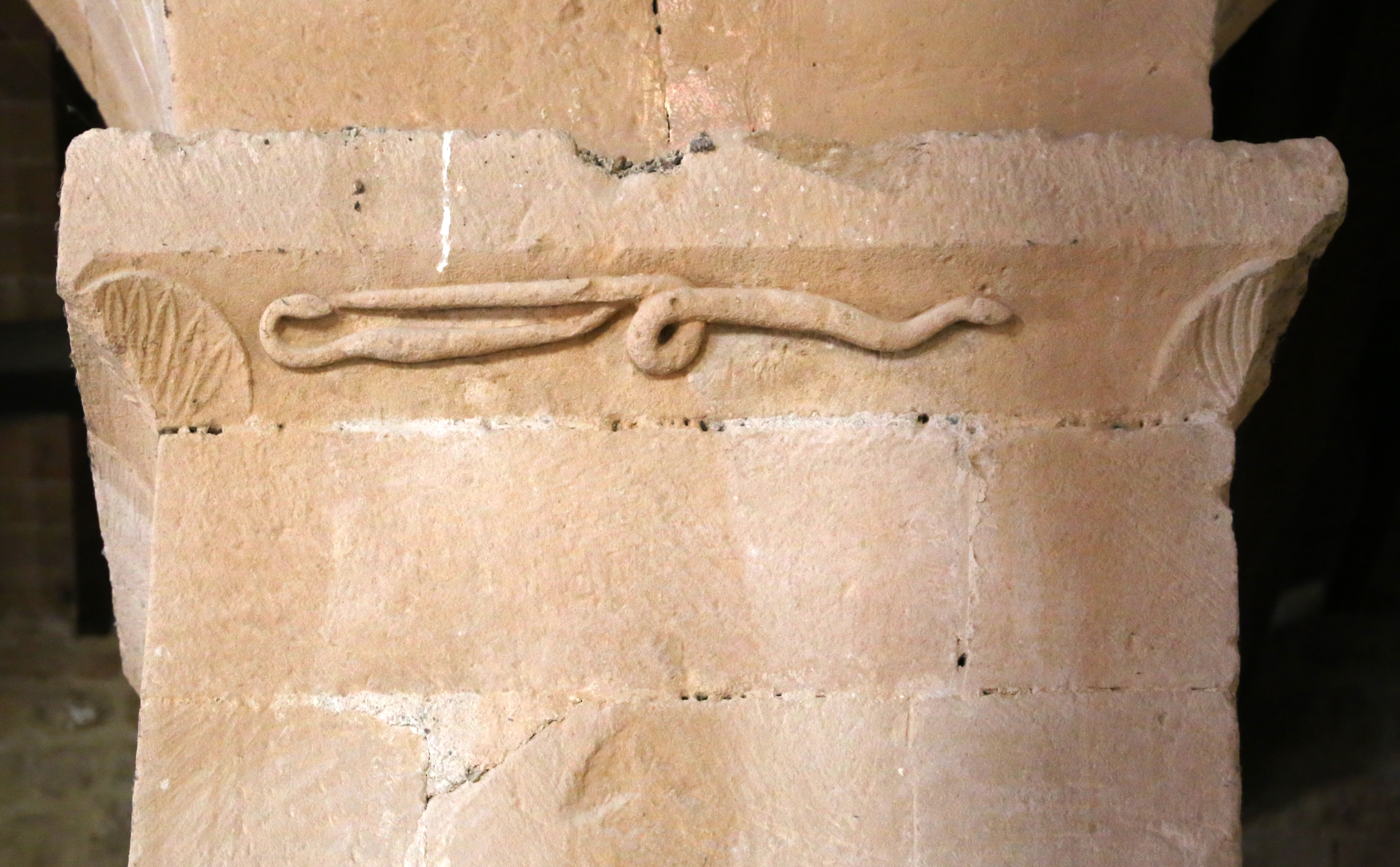
Raffigurazione in rilievo di un serpente regolo, nella Pieve di Corsignano a Pienza.

## Storia e tradizione
Il nome regolo avrebbe il significato di «piccolo Re», perché appartenente alla tradizione mediterranea del basilisco (anch'esso dal significato di «piccolo re»). Tale figura sembra quindi provenire dall'immaginario rettiliano dei Re serpenti.
Testimonianze di una divinità chiamata Serpente Regolo risalirebbero all'epoca romana.
Autori come Dione Cassio e Plinio il Vecchio descrissero l'incontro con un enorme rettile in cui si imbatté l'esercito di Attilio Regolo in Africa durante la prima guerra punica presso il fiume Bagrada.
Secondo una diffusa versione della tradizione, diventa un regolo una vipera che, tagliata a metà, non muore, ma cresce invece oltremodo, e diventa molto vendicativa e perseguita tutti coloro che hanno la sfortuna di incontrarlo e ne pronunciano il nome, oltreché nei confronti di colui che l'ha aggredita e mutilata. Secondo altre versioni, una vipera che abbia superato i 100 anni di età diventa un regolo.
In Toscana la tradizione lo vuole come un grosso rettile con squame luminose come di metallo e con due piccole ali. 
In alta Garfagnana a Minucciano si parla di Regolo dei motri, descritto come un serpente con «una testa come un ninin» (una testa come un bambino).

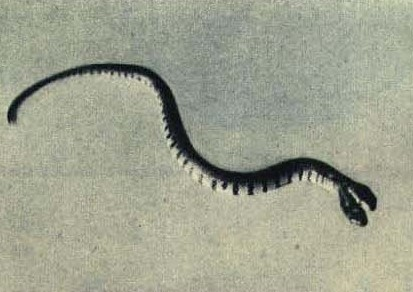
Serpente a due teste.

In Umbria e in molte zone del centro Italia la leggenda narra che il regolo sia un serpente a cui sia stata mozzata la coda e che si sviluppi in larghezza, come a Collevecchio dove il serpente non viene chiamato necessariamente regolo. Altre versioni della leggenda parlano di un serpente a due teste, i vecchi di Foligno tramandano ai loro nipoti questa figura mitologica delle amene campagne folignati.
Ad Otricoli, nella Valle del Tevere in Umbria, si tramandano racconti su questo animale mitologico a partire dal dopoguerra. Una leggenda racconta che una grotta, detta «degli scudi», sarebbe abitata dal rettile nella zona archeologica di Ocriculum sulle rive del fiume Tevere, dove il serpente proteggerebbe un aureo tesoro.
Il serpente Regolo viene chiamato in alcuni paesi della Valle del Tevere tra Lazio e Umbria, in dialetto, lu regulu o u regulu, lu regu o u regu. La sua storia ha ispirato la canzone La tarantella del serpente del gruppo musicale I ratti della Sabina.